# 霍利斯克羅斯羅茲 (阿拉巴馬州)
霍林斯克羅斯羅茲（英語：Hollins Crossroads）是一個位於美國阿拉巴馬州克利本縣的非建制地區和人口普查指定地區。根據2010年美國人口普查，該地人口為608人。

## 地理
霍林斯克羅斯羅茲的座標為33°31′25″N 85°36′14″W / 33.52361°N 85.60388°W，而該地最高點為海拔高度271米（即889英尺）。